# Sebastes ovalis
Sebastes ovalis är en fiskart som först beskrevs av Ayres 1862.  Sebastes ovalis ingår i släktet Sebastes och familjen kungsfiskar. Inga underarter finns listade i Catalogue of Life.